# 貞祐 (南詔)
貞祐（ていゆう）は、大長和の鄭仁旻の時代に使用された元号。年代不明。